# Sorocea racemosa
Sorocea racemosa är en mullbärsväxtart som beskrevs av Gaud.. Sorocea racemosa ingår i släktet Sorocea och familjen mullbärsväxter. Inga underarter finns listade i Catalogue of Life.